# Kensaku Morita
Kensaku Morita (森田 健作, Morita Kensaku, nascido: 16 dezembro 1949; nome de nascimento: 鈴木 栄治 Eiji Suzuki) é um político, actor e cantor japonês.  Foi eleito como o Governador da prefeitura de Chiba em março de 2009. e re-eleito a um segundo posto em março de 2013. Anteriormente serviu um termo na Câmara dos Conselheiros do Dieta Nacional, representando o Distrito grande de Tóquio [en] de 1992 até que 1998, e dois postos na Câmara dos Representantes do Japão de 1998 até 2003, representando o 4º distrito de Tóquio [ja].

## Filmes
- The Fall of Ako Castle [en] (1978)
- Sanada Yukimura no Bōryaku [en] (1979)

## Televisão
- Hissatsu Karakurinin [en] (1976)